# Bidens monticola
Bidens monticola là một loài thực vật có hoa trong họ Cúc. Loài này được Poepp. & Endl. mô tả khoa học đầu tiên.